# Lassa
Lassa ou Lhasa (em tibetano:  ལྷ་ས་, em chinês tradicional 拉薩, em chinês simplificado: 拉萨, em transliteração pinyin Lāsà) é a capital administrativa da Região Autónoma do Tibete, na República Popular da China. Está localizado no sopé do Monte Gephel.
Tradicionalmente, a cidade é a sede do Dalai Lama. Sua principal atração é o Palácio de Potala, parte do Patrimônio Mundial da Humanidade da UNESCO, e é o berço do budismo tibetano. O Jokhang, em Lassa, é considerado como o centro mais sagrado do Tibete. Lassa literalmente significa "lugar dos deuses", apesar de antigos documentos e inscrições tibetanas demonstrarem que o local era chamado de Rasa, que significa "lugar de cabra", até o século VII.
Com aproximadamente 870 mil habitantes, a cidade encontra-se a uma altitude de 3.490 metros acima do nível do mar, sendo uma das mais altas cidades do mundo. A cidade faz parte de um município-prefeitura, a Prefeitura de Lassa, que consiste em oito condados de pequeno porte: Lhünzhub, Damxung, Nyêmo, Qüxü, Doilungdêqên, Dagzê, Maizhokunggar e Distrito de Chengguan.

## História
Em meados do século VII, Songtsen Gampo tornou-se o líder do Império tibetano, que tinha subido ao poder no vale rio Bramaputra (localmente conhecido como o Rio Yarlung). Depois de conquistar o reino de Zhangzhung no oeste, ele mudou a capital do castelo Chingwa Taktse no condado de Chongye (pinyin: Qonggai), a sudoeste de Yarlung, para Rasa (atual Lassa) onde, em 637, ele fundou os primeiros edifícios do Palácio de Potala no Monte Marpori. Em 641, ele fundou o Rasa Trulnang ou Templo de Jokhang. Lassa logo se tornou não apenas o centro religioso, mas o centro político. Lassa permaneceu a capital durante todo o desenvolvimento do Império tibetano até o reinadoo de Ü Dumtsen (Langdarma) no século IX, quando os locais sagrados foram destruídos e profanados e o império fragmentado.
Em 641, Songtsen Gampo, que nesta época tinha conquistado toda região tibetana, casou-se com a princesa Bhrikuti do Nepal e com a Princesa Wen Cheng da corte imperial Tang. Através destes casamentos, ele se converteu ao budismo e começou a construir o Templo de Ramoche, em Lassa, a fim de abrigar duas estátuas de Buda trazidas para sua corte pelas princesas. Outros edifícios construídos por volda desta época incluíam o Eremitério de Pabonka (Pha bong kha) e sua torre de nove andares, e os gompas (templos) de Meru Nyingba, Tsamkhung e Drak Lhaluphuk.
Registros da dinastia Tang menciona que o império de Songtsen Gampo era ainda em grande parte nômade e que ele mantinha a corte em grandes tendas móveis resplandecentes, pelo menos enquanto sua corte se movia pelo país. O relato de um embaixador chinês em 672 que o imperador tibetano "não vivia debaixo de um telhado", era sem dúvida um exagero, e, provavelmente, pretendia menosprezar o país. No entanto, isto foi provavelmente baseado em um simples mal-entendido. Mais tarde, um outro ambaixador que chegou ao Tibete em 822, relatou que o imperador tibetano tinha sua sede de verão em uma grande tenda bem ao norte de Lassa. Está bastante claro que este era apenas um acampamento de verão e só se pode supor que passava os fortes invernos em um dos muitos edifícios em Lassa. A descrição deste acampamento real de verão, da forma que o embaixador chinês viu, está registrado no Xin Tangshu 216A:

"O vale ao norte do Rio Tsang (Kyi-Chu ou Rio Kyi) é o acampamento de verão dos príncipes do bcan-po. É cercado com [uma paliçada de] estacas unidas. A uma distância média de dez passos [de uma para outra] 100 lanças tinham sido fixadas; no meio delas é colocado um grande estandarte. Existem três portões cem passos um do outro. Soldados com armaduras guardam os portões. Feiticeiros com chapéu de pássaro [penas] e um cinto de tigre [peles] tocavam os tambores. Qualquer um que entrava era revistado antes de serem autorizados a prosseguir. No meio [do campo] estava um alto terraço, rodeado por uma rica balaustrada. Bcan-po ficava sentado em sua tenda. [Havia] dragões com e sem chifres, tigres e panteras, todos feitos de ouro. [O bcan-po] estava vestido de linho branco com uma musselina rosa amarrada na cabeça. Ele carregava uma espada incrustada com ouro. O Primeiro-Ministro ficava de pé à sua direita, enquanto os Ministros de Estado ficavam acomoddos no pé do terraço ".

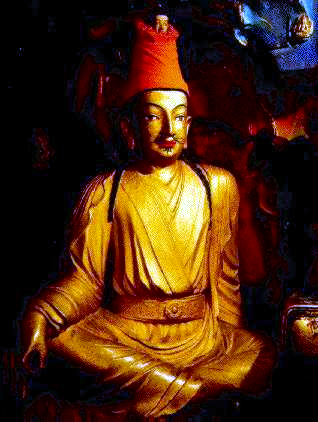
Songtsen Gampo.

Da queda da monarquia no século IX até a ascensão do 5º Dalai Lama, o centro do poder político na região tibetana não estava localizado em Lassa. No entanto, a importância de Lassa como um local religioso tornou-se cada vez mais significativa com o passar dos séculos. Lassa era conhecida como o centro do Tibete, onde Padmasambhava magicamente derrotou a demônia da terra e construiu as fundações do Templo de Jokhang sobre o coração dela.
Por volta do século XV, a cidade de Lassa voltou a eminência após a fundação de três grandes mosteiros Gelug por Je Tsongkhapa e seus discípulos. Os três mosteiros são Ganden, Sera e Drepung que foram construídos como parte do avivamento puritano budista no Tibete. As realizações acadêmicas e a habilidade política desta seita acabou levando Lassa, mais uma vez, ao centro das atenções.
O 5º Dalai Lama, Lobsang Gyatso (1617-1682), conquistou o Tibete e, em 1642, mudou o centro de sua administração para Lassa, que voltou a ser a capital religiosa e política. Em 1645, a reconstrução do Palácio de Potala começou no Monte Vermelho. Em 1648, o Potrang Karpo (Palácio Branco), parte do Palácio de Potala, foi concluído, e o Palácio passou a ser usado como palácio de inverno pelo Dalai Lama a partir dessa época. O Potrang Marpo (Palácio Vermelho) foi acrescentado entre 1690 e 1694.
O nome "Potala" é possivelmente derivado de Monte Potalaka, a morada mitológica de Avalokiteshvara Bodisatva. O templo de Jokhang também foi bastante expandido por esta época. Embora algumas esculturas de madeira e lintéis do templo de Jokhang datam do século VII, as mais antigas construções ainda existentes em Lassa, tais como o interior do Palácio de Potala, o Jokhang e alguns dos mosteiros e propriedades do bairro antigo datam deste segundo florescimento na história de Lassa.
O palácio de verão e jardins de Norbulingka a sudoeste da cidade foram construídos no século XVIII sob o governo do  7º Dalai Lama.
A 11ª edição da Enciclopédia Britânica, publicada entre 1910-1911, mencionou que a polulação total de Lassa, incluindo os lamas da cidade e arredores era de cerca de 30.000; um recenseamento feito em 1854, apontou o número de 42.000 habitantes, mas sabe-se que a população diminuiu substancialmente desde então. A Britannica mencionou que dentro de Lassa, havia cerca de um 1.500 residentes tibetanos leigos e cerca de 5.500 mulheres tibetanas. A população permanente também incluía famílias chinesas (cerca de 2.000). Os residentes da cidade incluíam pessoas do Nepal e Ladak (cerca de 800), e algumas do Butão, Mongólia e outros lugares. A Britannica apontou ainda que os chineses possuíam um cemitério repleto em Lassa, bem cuidado de acordo com seus costumes e que os nepalaleses forneciam trabalhadores mecânicos e metalúrgicos naquela época.
Na primeira metade do século XX, vários exploradores ocidentais fizeram viagens para a cidade, incluindo William Montgomery McGovern, Francis Younghusband, Alexandra David-Néel e Heinrich Harrer. Como Lassa era o centro do budismo tibetano, quase a metade de sua população eram monges.
De acordo com um escritor, a população da cidade em 1959 era de cerca de 10.000, com cerca de 10.000 monges nos monastérios de Drepung e Sera. Hugh Richardson, por outro lado, coloca a população de Lsasa, em 1952, antes da ocupação chinesa, "em torno de 25.000-30.000, ou cerca de 45.000-50.000 se a população dos grandes mosteiros de sua periferia for incluída".
Com a invasão da China muitas pessoas fugiram da cidade, estas incluíam o 14º Dalai Lama, que fugiu do Palácio de Potala para exílio na Índia em 1959, após o levante de Lassa.
Entre 1987-1989, Lassa enfrentou grandes manifestações, lideradas por monges e freiras contra a ocupação chinesa. Como resultado, a China impôs restrições e programas de reeducação política nos mosteiros. Muitos tiveram que passar por sessões de re-educação com a intenção de tê-los alinhados com os pontos de vista comunista; eles também eram obrigados a denunciar tanto o Dalai Lama como a independência do Tibete. Muitos monges e freiras que se recusaram a colaborar foram enviados para a prisão, enquanto outros deixaram os mosteiros e fugiram para a Índia para que eles pudessem continuar com seus estudos.

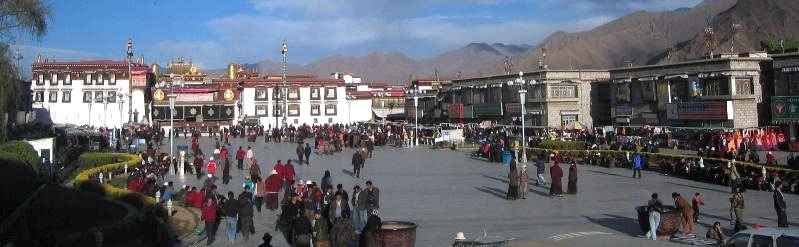
Templo de Jokhang.

## Geografia

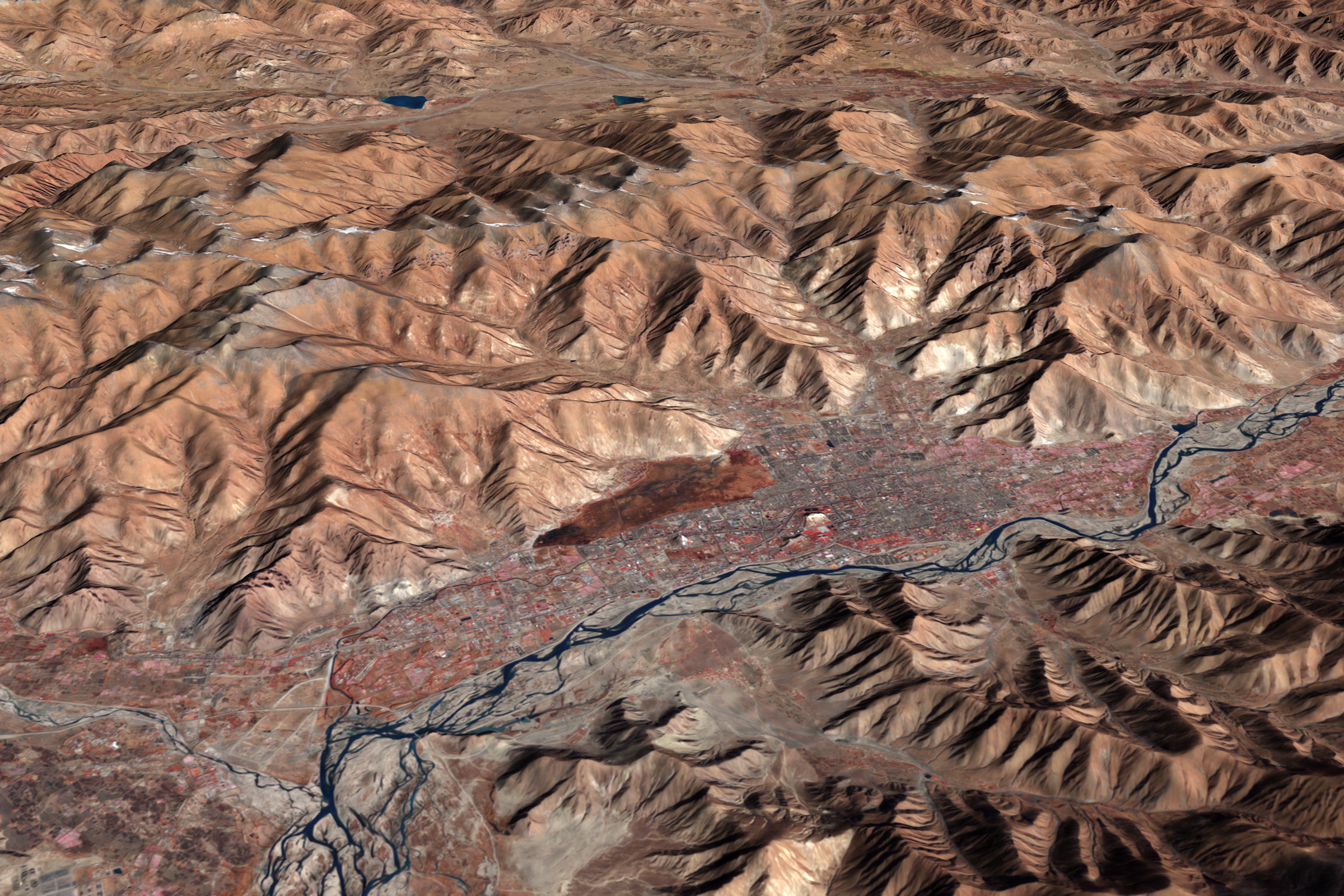
Lassa está situada em um vale plano no Himalaia.

Em uma altitude de 3.490 metros, Lassa é uma das cidades mais altas do mundo, localizada em um vale plano do Himalaia.
O ar contém apenas 68% de oxigênio comparado com o nível do mar.
A prefeitura de Lassa cobre uma área de 31.662 km². A área central (Distrito de Chengguan) possui 523 km² A prefeitura possui população total de 464.736 e a cidade de Lassa 181.991 habitantes (2007).
Lassa está situada no centro do planalto tibetano rodeada por montanhas de 5.500 metros. O rio Kyi (ou Kyi Chu), um afluente do rio Bramaputra, corta a cidade. Este rio, conhecido pelos tibetanos locais como "ondas azuis agradáveis", corre através de picos cobertos de neves e voçorocas das montanhas Nyainqêntanglha, estende-se por 315 km, e deságua no rio Yarlung Zangbo em Qüxü, onde forma uma área de grande beleza cênica.

### Clima
Lassa possui um clima semi-árido frio. Devido a sua elevada altitude, Lassa possui um clima fresco e seco com invernos muito frios. Em média, Lassa possui 178 dias por ano com temperaturas abaixo de 0 °C. Recebe cerca de 3.000 horas de sol por ano e às vezes é chamada de "cidade ensolarada" pelos tibetanos.
Lassa possui precipitação anual em torno de 400 mm com as chuvas caindo principalmente nos meses de junho a setembro. O período chuvoso é considerado o "melhor" do ano, chove principalmente à noite e a cidade fica ensolarada durante o dia.
A umidade relativa média anual é de 45%, sendo janeiro e fevereiro os meses com menores taxas, em torno de 26%, e julho e agosto com as maiores, 68% e 72% respectivamente.
| Dados climatológicos para Lassa | Dados climatológicos para Lassa | Dados climatológicos para Lassa | Dados climatológicos para Lassa | Dados climatológicos para Lassa | Dados climatológicos para Lassa | Dados climatológicos para Lassa | Dados climatológicos para Lassa | Dados climatológicos para Lassa | Dados climatológicos para Lassa | Dados climatológicos para Lassa | Dados climatológicos para Lassa | Dados climatológicos para Lassa | Dados climatológicos para Lassa |
| Mês                             | Jan                             | Fev                             | Mar                             | Abr                             | Mai                             | Jun                             | Jul                             | Ago                             | Set                             | Out                             | Nov                             | Dez                             | Ano                             |
| ------------------------------- | ------------------------------- | ------------------------------- | ------------------------------- | ------------------------------- | ------------------------------- | ------------------------------- | ------------------------------- | ------------------------------- | ------------------------------- | ------------------------------- | ------------------------------- | ------------------------------- | ------------------------------- |
| Temperatura máxima recorde (°C) | 16                              | 21                              | 21                              | 25                              | 27                              | 27                              | 28                              | 24                              | 22                              | 22                              | 19                              | 17                              | 28                              |
| Temperatura máxima média (°C)   | 7                               | 9                               | 11                              | 16                              | 19                              | 22                              | 22                              | 21                              | 19                              | 17                              | 12                              | 8                               | 15                              |
| Temperatura mínima média (°C)   | −11                             | −7                              | −4                              | 1                               | 4                               | 9                               | 10                              | 9                               | 7                               | 1                               | −6                              | −9                              | 1                               |
| Temperatura mínima recorde (°C) | −16                             | −16                             | −12                             | −7                              | −4                              | 2                               | 6                               | 1                               | 0                               | −7                              | −15                             | −20                             | −20                             |
| Precipitação (mm)               | 2,5                             | 12,7                            | 7,6                             | 5,1                             | 25,4                            | 63,5                            | 121,9                           | 88,9                            | 66                              | 12,7                            | 2,5                             | 0                               | 408,9                           |
| Fonte:                          |                                 |                                 |                                 |                                 |                                 |                                 |                                 |                                 |                                 |                                 |                                 |                                 |                                 |

## Demografia

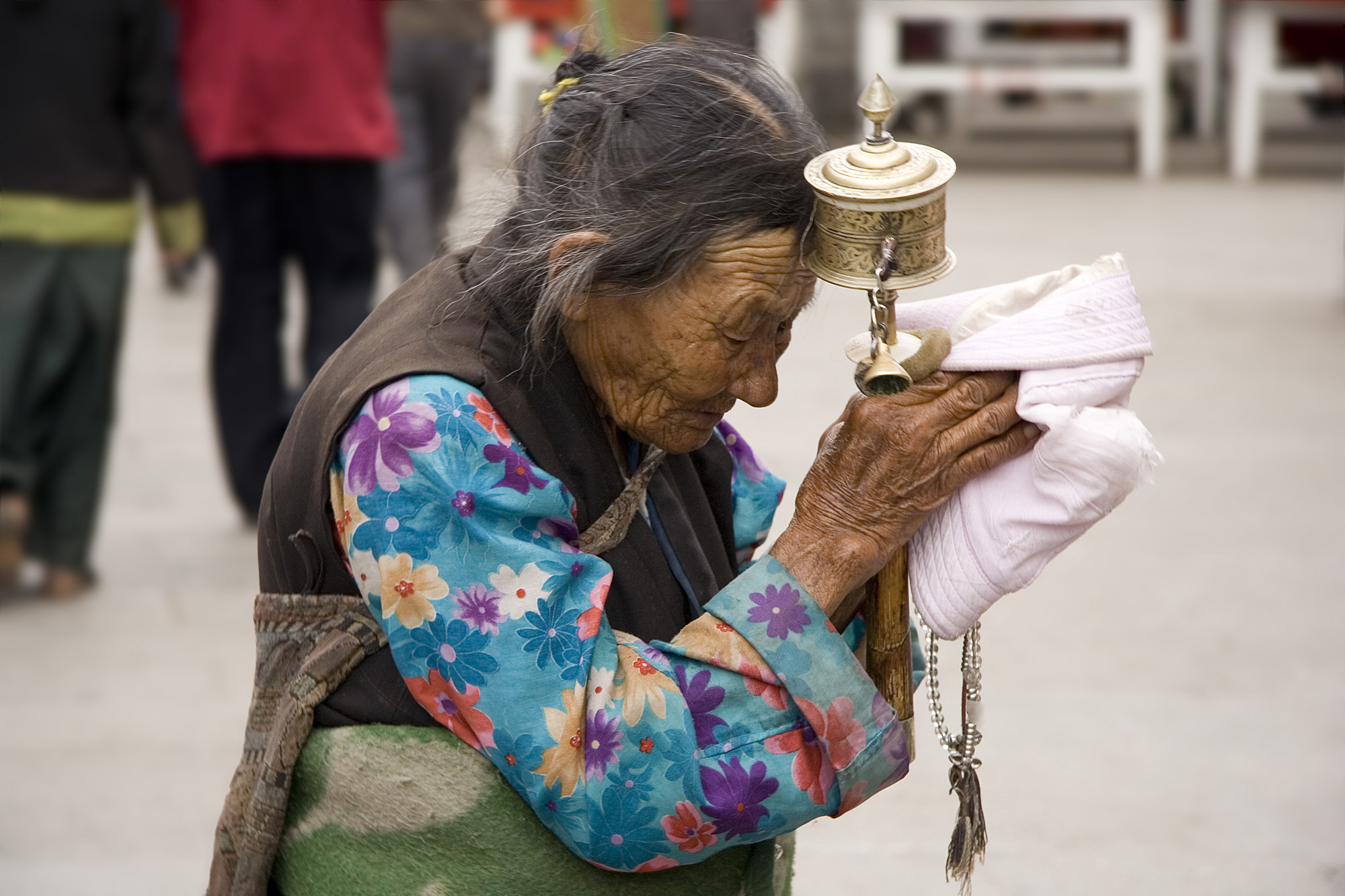
Uma mulher idosa com um objeto de oração nas ruas de Lassa

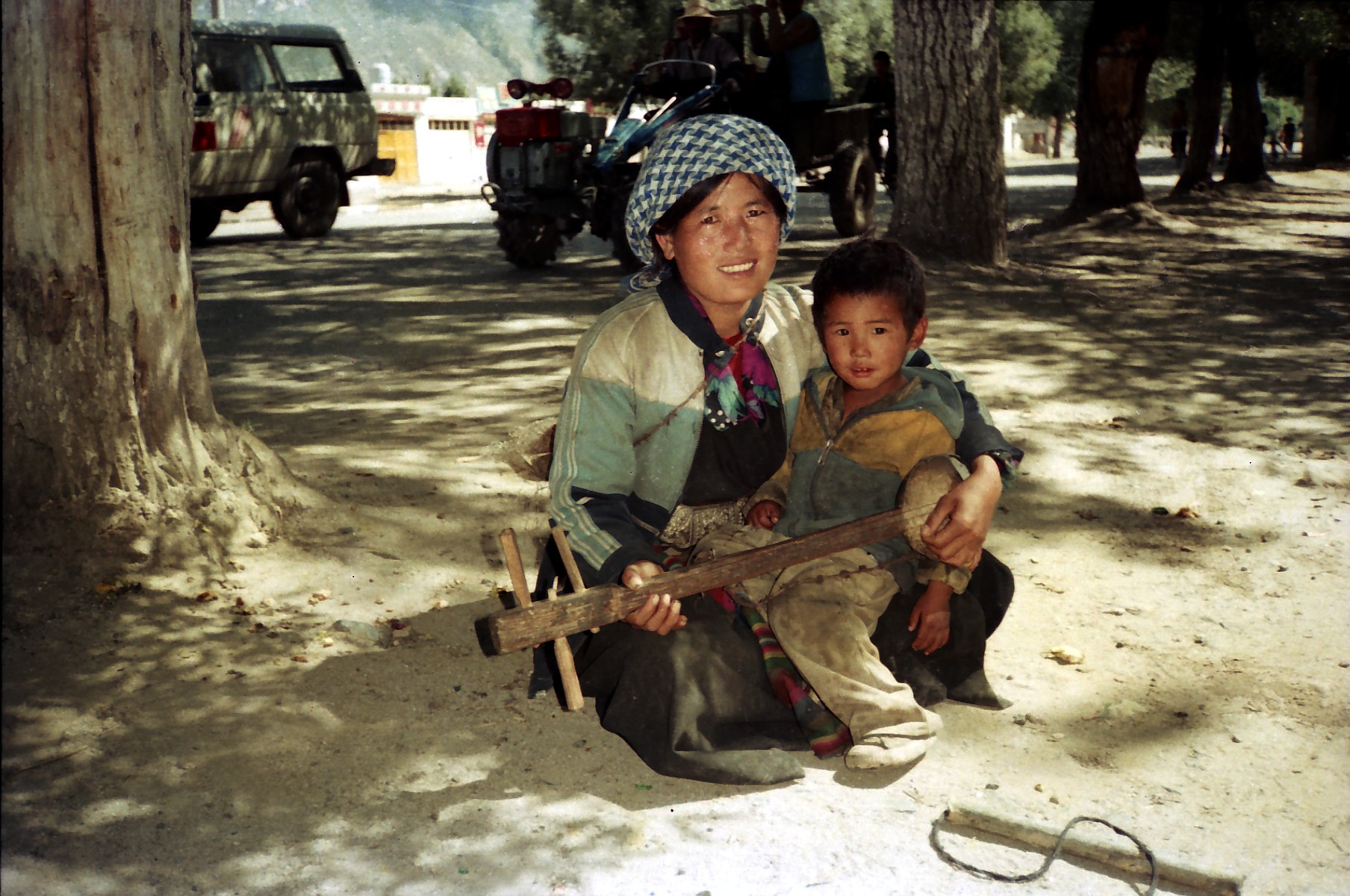
Mulher, artista de rua, e seu filho em Lassa, 1993.

De acordo com o último censo de 2020, a população da prefeitura de Lassa era de 867 900 habitantes e do Distrito de Chengguan, a divisão administrativa que contém a cidade de Lassa, 300 000 habitantes. De acordo com o Anuário Estatístico do Tibet de 2008, a população estimada da prefeitura em 2007 era de 464.736 habitantes e da cidade de Lassa 181.991 habitantes.

### Grupos étnicos
| Principais grupos étnicos na prefeitura de Lassa por distrito ou condado, censo 2000 | Principais grupos étnicos na prefeitura de Lassa por distrito ou condado, censo 2000 | Principais grupos étnicos na prefeitura de Lassa por distrito ou condado, censo 2000 | Principais grupos étnicos na prefeitura de Lassa por distrito ou condado, censo 2000 | Principais grupos étnicos na prefeitura de Lassa por distrito ou condado, censo 2000 | Principais grupos étnicos na prefeitura de Lassa por distrito ou condado, censo 2000 | Principais grupos étnicos na prefeitura de Lassa por distrito ou condado, censo 2000 | Principais grupos étnicos na prefeitura de Lassa por distrito ou condado, censo 2000 |
|                                                                                      | Total                                                                                | Tibetanos                                                                            | Tibetanos                                                                            | Han                                                                                  | Han                                                                                  | outros                                                                               | outros                                                                               |
| Prefeitura de Lassa                                                                  | 474.499                                                                              | 387.124                                                                              | 81,6%                                                                                | 80.584                                                                               | 17,0%                                                                                | 6.791                                                                                | 1,4%                                                                                 |
| ------------------------------------------------------------------------------------ | ------------------------------------------------------------------------------------ | ------------------------------------------------------------------------------------ | ------------------------------------------------------------------------------------ | ------------------------------------------------------------------------------------ | ------------------------------------------------------------------------------------ | ------------------------------------------------------------------------------------ | ------------------------------------------------------------------------------------ |
| Distrito de Chengguan                                                                | 223.001                                                                              | 140.387                                                                              | 63,0%                                                                                | 76.581                                                                               | 34,3%                                                                                | 6.033                                                                                | 2,7%                                                                                 |
| Condado de Lhünzhub                                                                  | 50.895                                                                               | 50.335                                                                               | 98,9%                                                                                | 419                                                                                  | 0,8%                                                                                 | 141                                                                                  | 0,3%                                                                                 |
| Condado de Damxung                                                                   | 39.169                                                                               | 38.689                                                                               | 98,8%                                                                                | 347                                                                                  | 0,9%                                                                                 | 133                                                                                  | 0,3%                                                                                 |
| Condado de Nyêmo                                                                     | 27.375                                                                               | 27.138                                                                               | 99,1%                                                                                | 191                                                                                  | 0,7%                                                                                 | 46                                                                                   | 0,2%                                                                                 |
| Condado de Qüxü                                                                      | 29.690                                                                               | 28.891                                                                               | 97,3%                                                                                | 746                                                                                  | 2,5%                                                                                 | 53                                                                                   | 0,2%                                                                                 |
| Condado de Doilungdêqên                                                              | 40.543                                                                               | 38.455                                                                               | 94,8%                                                                                | 1.868                                                                                | 4,6%                                                                                 | 220                                                                                  | 0,5%                                                                                 |
| Condado de Dagzê                                                                     | 24.906                                                                               | 24.662                                                                               | 99,0%                                                                                | 212                                                                                  | 0,9%                                                                                 | 32                                                                                   | 0,1%                                                                                 |
| Condado de Maizhokunggar                                                             | 38.920                                                                               | 38.567                                                                               | 99,1%                                                                                | 220                                                                                  | 0,6%                                                                                 | 133                                                                                  | 0,3%                                                                                 |

## Administração
Em termos administrativos, Lassa é uma prefeitura que consiste de um distrito e sete condados. O distrito de Chengguan, em azul no mapa, compreende a cidade de Lassa, sede da prefeitura.
| Mapas                              | Mapas                                   | Mapas                              | Mapas                              | Mapas                              | Mapas                         | Mapas                         | Mapas                         | Mapas                         | Mapas                         |
| ---------------------------------- | --------------------------------------- | ---------------------------------- | ---------------------------------- | ---------------------------------- | ----------------------------- | ----------------------------- | ----------------------------- | ----------------------------- | ----------------------------- |
| Subdivisões da Prefeitura de Lassa | Subdivisões da Prefeitura de Lassa      | Subdivisões da Prefeitura de Lassa | Subdivisões da Prefeitura de Lassa | Subdivisões da Prefeitura de Lassa | Prefeitura de Lassa no Tibete | Prefeitura de Lassa no Tibete | Prefeitura de Lassa no Tibete | Prefeitura de Lassa no Tibete | Prefeitura de Lassa no Tibete |
| N°                                 | Nome                                    | Caracteres chineses                | Pinyin                             | Tibetano                           | Wylie                         | População (censo 2000)        | Área (km²)                    | Densidade (hab./km²)          | População (est. 2007)         |
| 1                                  | Distrito de Chengguan (cidade de Lassa) | 城关区                             | Chéngguān Qū                       | ཁྲིན་ཀོན་ཆུས་                          | khrin kon chus                | 223.001                       | 523                           | 426,4                         | 181.991                       |
| 2                                  | Condado de Lhünzhub                     | 林周县                             | Línzhōu Xiàn                       | ལྷུན་གྲུབ་རྫོང་                          | lhun grub rdzong              | 50.895                        | 4.512                         | 11,3                          | 58.426                        |
| 3                                  | Condado de Damxung                      | 当雄县                             | Dāngxióng Xiàn                     | འདམ་གཞུང་རྫོང                         | dam gzhung rdzong             | 39.169                        | 12.000                        | 3,3                           | 43.534                        |
| 4                                  | Condado de Nyêmo                        | 尼木县                             | Nímù Xiàn                          | སྙེ་མོ་རྫོང་                            | snye mo rdzong                | 27.375                        | 3.275                         | 8,4                           | 30.394                        |
| 5                                  | Condado de Qüxü                         | 曲水县                             | Qūshuǐ Xiàn                        | ཆུ་ཤུར་རྫོང་                           | chu shur rdzong               | 29.690                        | 1.680                         | 17,7                          | 33.159                        |
| 6                                  | Condado de Doilungdêqên                 | 堆龙德庆县                         | Duīlóngdéqìng Xiàn                 | སྟོད་ལུང་བདེ་ཆེན་རྫོང་                    | stod lung bde chen rdzong     | 40.543                        | 2.679                         | 15,1                          | 45.551                        |
| 7                                  | Condado de Dagzê                        | 达孜县                             | Dázī Xiàn                          | སྟག་རྩེ་རྫོང་                           | stag rtse rdzong              | 24.906                        | 1.373                         | 18,1                          | 26.723                        |
| 8                                  | Condado de Maizhokunggar                | 墨竹工卡县                         | Mòzhúgōngkǎ Xiàn                   | མལ་གྲོ་གུང་དཀར་རྫོང་                    | mal gro gung dkar rdzong      | 38.920                        | 5.620                         | 6,9                           | 44.958                        |
| Totais                             | Totais                                  | Totais                             | Totais                             | Totais                             | Totais                        | 474.499                       | 31.662                        | 15,0                          | 464.736                       |

## Economia
A prefeitura de Lassa é a maior economia do Tibete. Em 2007, a cidade teve um PIB de RMB 12,0 bilhões (US$ 1,6 bilhão), um aumento de 16,7% sobre o ano anterior, representando cerca de 35,1% do total do Tibete. O PIB per capita da cidade atingiu RMB 19.267 (US$ 2.561) por ano em 2007, contra RMB 16.692 em 2006.
O setor secundário de Lassa (indústria e construção) gerou um valor adicionado na produção industrial de RMB 2,6 bilhões, representando apenas 26% do total da cidade. As principais indústrias da cidade incluem a da mineração, a de materiais de construção, o artesanato e a medicina tibetana.
Em 2007, o setor terciário (serviços) representou 68,6% do PIB total da cidade. O turismo tem sido um pilar importante da atividade econômica. Lassa atraiu 2,7 milhões de turistas. O turismo gerou receitas de RMB 2,8 bilhões, aumento de 55,6% em relação ao ano anterior.
Dentro do mesmo ano, o comércio exterior total de Lassa atingiu US$ 376 milhões, um aumento de 25,5% sobre 2006, representando 95,7% do total do Tibete. Os principais produtos exportação incluem fungos de lagartas chinesas (Cordyceps sinensis), lã, alho, produtos de madeira e nêspera, enquanto que os principais itens de importação são as escavadoras. O Japão, Hong Kong, os Estados Unidos e a Rússia são os principais parceiros comerciais da cidade.
O setor primário (agricultura, pecuária, etc.) representou 5,4% do PIB em 2007.
| Composição do PIB da prefeitura de Lassa por ano (%) | Composição do PIB da prefeitura de Lassa por ano (%) | Composição do PIB da prefeitura de Lassa por ano (%) | Composição do PIB da prefeitura de Lassa por ano (%) | Composição do PIB da prefeitura de Lassa por ano (%) | Composição do PIB da prefeitura de Lassa por ano (%) |
| ---------------------------------------------------- | ---------------------------------------------------- | ---------------------------------------------------- | ---------------------------------------------------- | ---------------------------------------------------- | ---------------------------------------------------- |
| Ano                                                  | 2003                                                 | 2004                                                 | 2005                                                 | 2006                                                 | 2007                                                 |
| Setor primário                                       | 10,0                                                 | 9,0                                                  | 7,2                                                  | 6,6                                                  | 5,4                                                  |
| Setor secundário                                     | 23,8                                                 | 24,0                                                 | 23,5                                                 | 24,7                                                 | 26,0                                                 |
| Setor terciário                                      | 66,2                                                 | 67,0                                                 | 69,3                                                 | 68,7                                                 | 68,6                                                 |

| Evolução do PIB da prefeitura de Lassa de 1998 a 2007 (em bilhões de RMB) | Evolução do PIB da prefeitura de Lassa de 1998 a 2007 (em bilhões de RMB) | Evolução do PIB da prefeitura de Lassa de 1998 a 2007 (em bilhões de RMB) | Evolução do PIB da prefeitura de Lassa de 1998 a 2007 (em bilhões de RMB) | Evolução do PIB da prefeitura de Lassa de 1998 a 2007 (em bilhões de RMB) | Evolução do PIB da prefeitura de Lassa de 1998 a 2007 (em bilhões de RMB) | Evolução do PIB da prefeitura de Lassa de 1998 a 2007 (em bilhões de RMB) | Evolução do PIB da prefeitura de Lassa de 1998 a 2007 (em bilhões de RMB) | Evolução do PIB da prefeitura de Lassa de 1998 a 2007 (em bilhões de RMB) | Evolução do PIB da prefeitura de Lassa de 1998 a 2007 (em bilhões de RMB) | Evolução do PIB da prefeitura de Lassa de 1998 a 2007 (em bilhões de RMB) |
| ------------------------------------------------------------------------- | ------------------------------------------------------------------------- | ------------------------------------------------------------------------- | ------------------------------------------------------------------------- | ------------------------------------------------------------------------- | ------------------------------------------------------------------------- | ------------------------------------------------------------------------- | ------------------------------------------------------------------------- | ------------------------------------------------------------------------- | ------------------------------------------------------------------------- | ------------------------------------------------------------------------- |
| Ano                                                                       | 1998                                                                      | 1999                                                                      | 2000                                                                      | 2001                                                                      | 2002                                                                      | 2003                                                                      | 2004                                                                      | 2005                                                                      | 2006                                                                      | 2007                                                                      |
| PIB                                                                       | 2,91                                                                      | 3,35                                                                      | 4,0                                                                       | 4,7                                                                       | 5,5                                                                       | 6,42                                                                      | 7,61                                                                      | 8,68                                                                      | 10,24                                                                     | 12,0                                                                      |

## Transportes

### Ferrovias

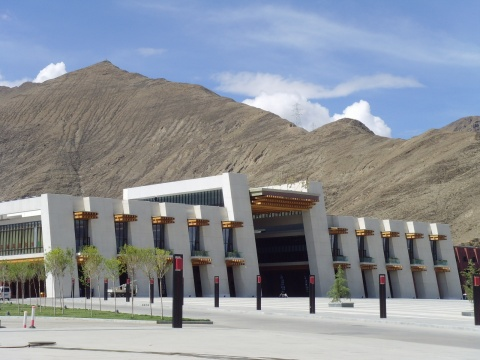
Estação ferroviária de Lassa

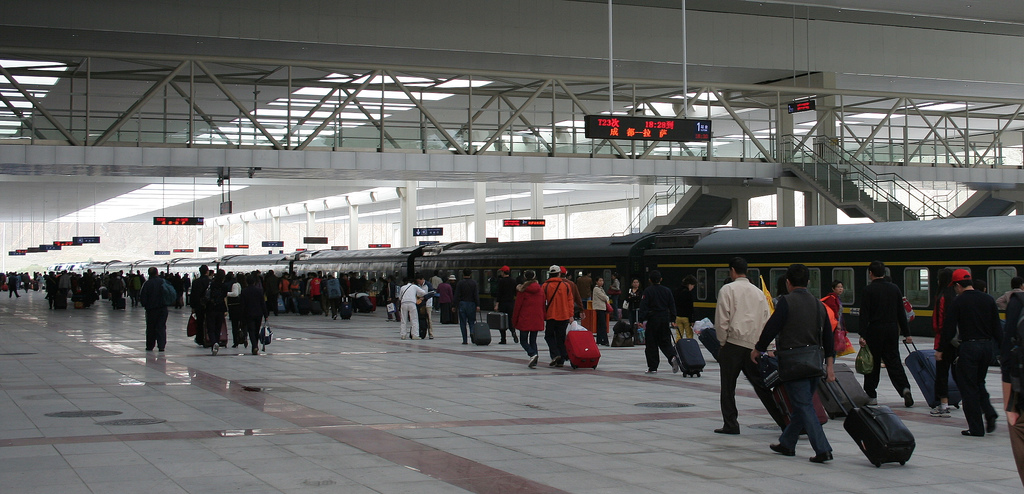
Interior da estação ferroviária

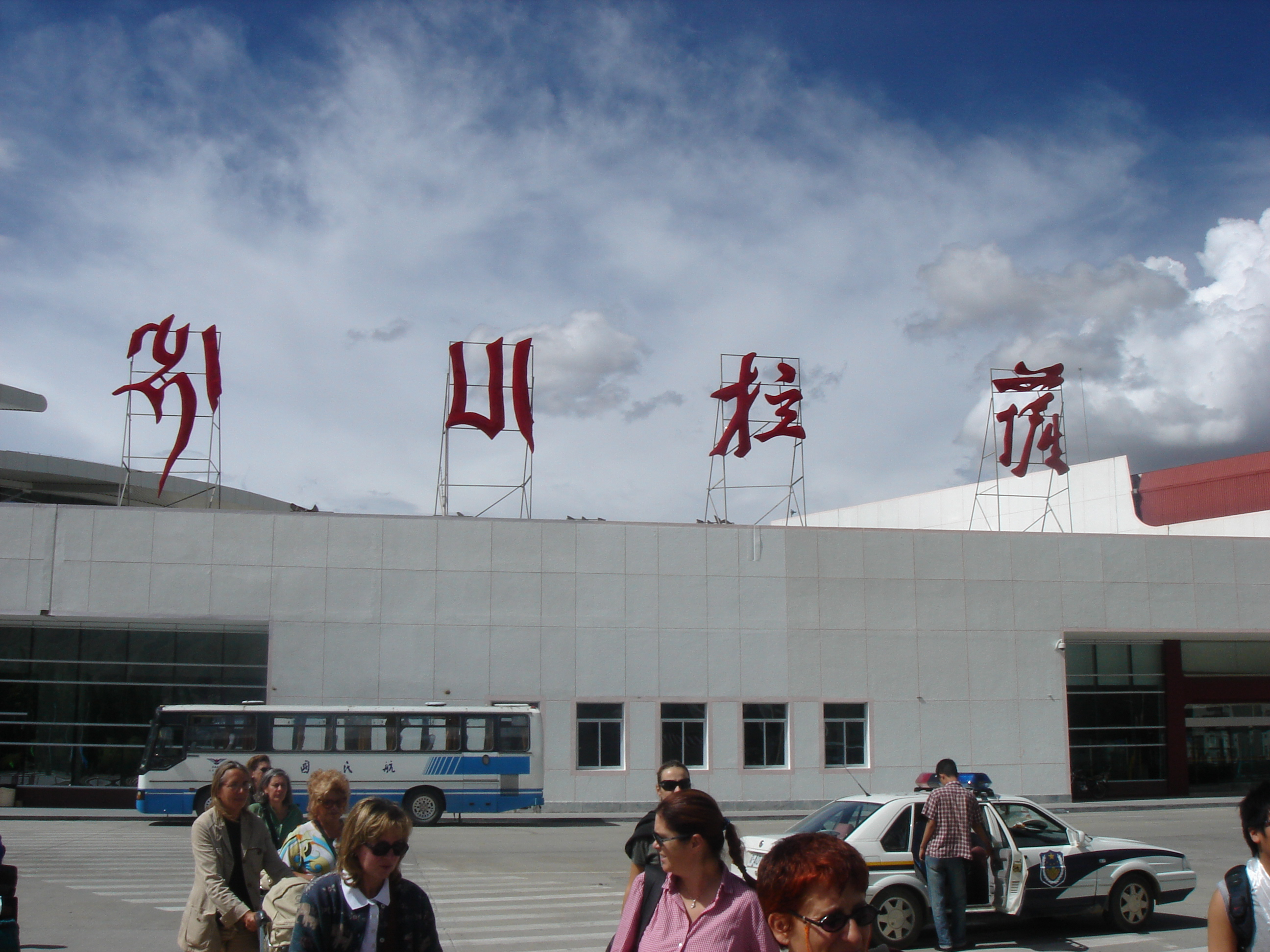
Aeroporto e Lassa

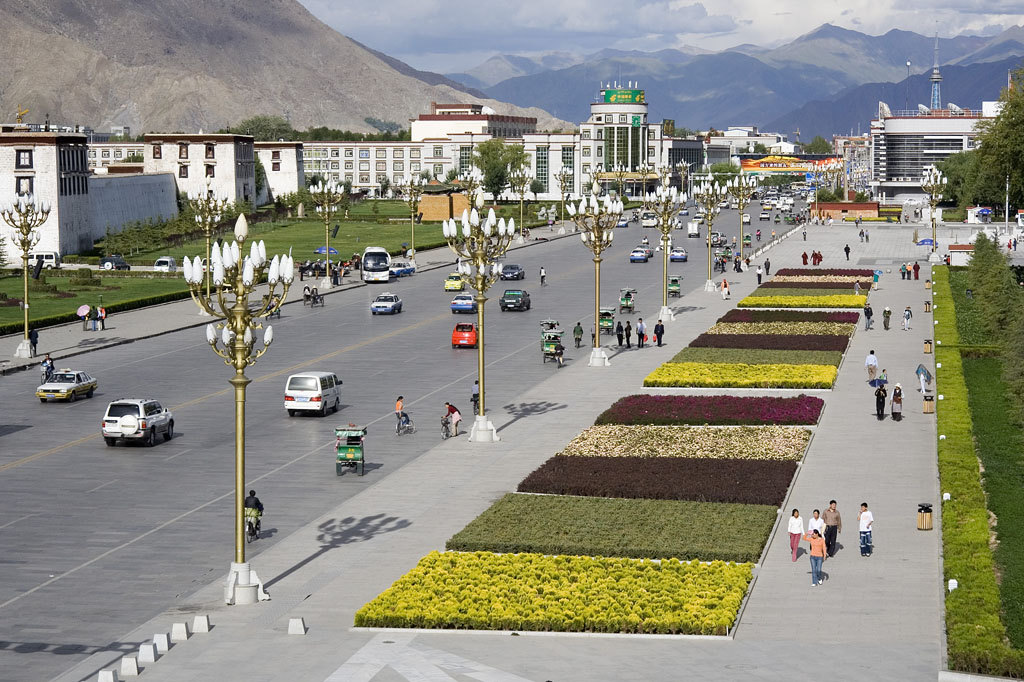
Principal rua de Lassa

A nova Ferrovia Qinghai-Tibete, liga Lhasa a capital da província chinesa de Qinghai, Xining, em um percurso de cerca de 2000 quilômetros. É a mais alta estrutura ferroviária do mundo e se conecta a outras ferrovias, permitindo que se vá de Lhasa a Pequim de trem.
Cinco trens chegam e partem diariamente da estação de trens de Lhasa. O trem numerado T27 leva 47 horas e 28 minutos da Estação Beijing West até Lhasa, chegando na cidade as 20:58 todos os dias. A passagem custa 389 yuans por um assento rígido, 813 yuans por um assento para dormir rígido ou 1262 yuans por um assento para dormir flexível. O trem T28 de Lhasa para Beiging West parte às 08:00 e chega em Pequim às 08:00 do terceiro dia, levando 48 horas. Também existem trens de Chengdu, Chongqing, Lanzhou, Xining, Guangzhou e Shangai para a cidade.
Inicialmente a grande variação de altitude nessas rotas causou problemas, pois os passageiros sofriam com tonturas e enjoos. Para resolver o problema, oxigénio é bombeado no sistema de ventilação dos trens e máscaras de oxigénio pessoais estão disponíveis.

### Aeroportos
O Aeroporto Gonggar de Lassa está localizado a uma hora de táxi do sul da cidade. Existem voos para muitas cidades chinesas, incluindo Pequim e Chengdu, e a capital do Nepal, Kathmandu.
O aeroporto é servido por quatro empresas aéreas: Air China, China Eastern, China Southern Airlines e Sichuan Airlines.

### Rodovias
A Rodovia Qinghai-Tibete(G109) corre para o noroeste até Xining e depois conecta-se a Pequim. É a rodovia mais usada pelos tibetanos.
A Rodovia Sichuan-Tibete(G318) vai para o leste em direção a Chengdu e depois conecta-se a Shangai.
A Rodovia xinjiang-Tibete(G219) segue para o norte até Yecheng, província de Xinjiang. Esta estrada é raramente usada devido a falta de postos de gasolina.

## Cultura

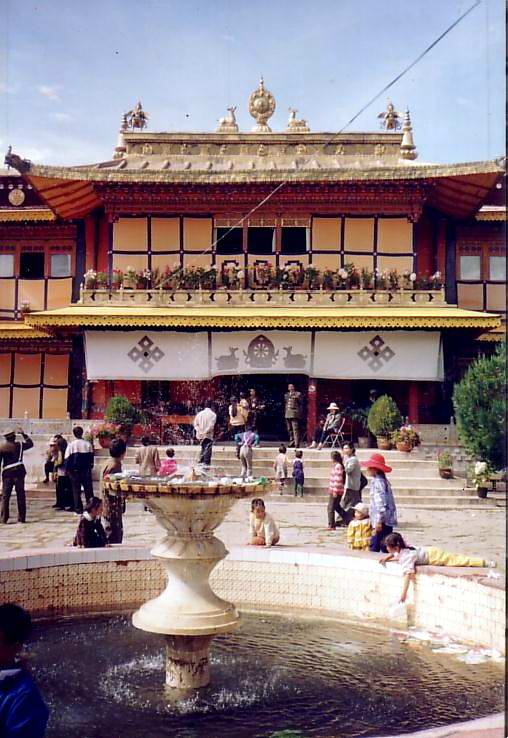
Norbulingka.

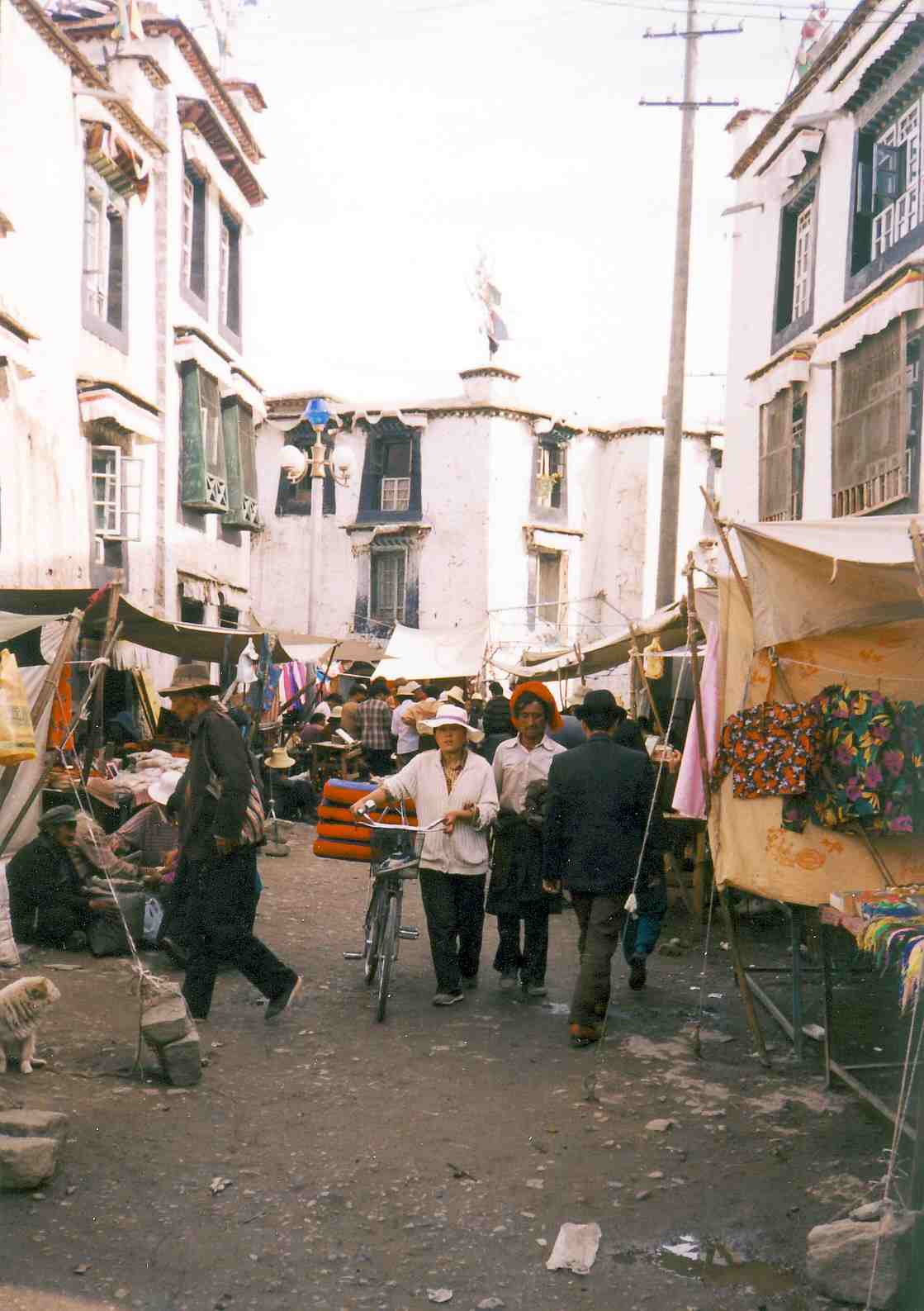
O Barkhor, um local para caminhada, meditação e compras

Lassa possui muitos locais de interessa histórico, incluindo o Palácio de Potala, Templo de Jokhang, Mosteiro de Sera, Templo de Zhefeng, Mosteiro de Drepung e Norbulingka. Entretanto, muitos locais importantes foram danificados ou destruídos na maior parte, mas não somente, durante a Revolução Cultural. inaA cidade contém três caminhos concêntricos usados por peregrinos para circundar (andar em volta) o sagrado Templo de Johkhang, muitos dos quais fazem prostrações total ou parcial ao longo dessas rotas a fim de ganhar mérito espiritual. O caminho mais interno, o Nangkor (Nang-skor), está contido dentro do Templo de Jokhang, e circunda o santuário de  Jowo Shakyamuni, a estátua mais sagrada do budismo tibetano. O caminho do meio, o Barkor (Bar-skor), passa pela Cidade Antiga e circunda o Templo de Jokhang e várias outras construções em seus arredores. O caminho de fora, o Lingkor (Gling-skor) circunda toda a cidade tradicional de Lhasa. Devido a construção de uma grande rua, a Beijing Lam, o Lingkor não é geralmente usado pelos peregrinos.
Todo mês de agosto o "Festival Shoton", um dos maiores festivais tradicionais do Tibet, é realizado em Lassa; foi realizado pela primeira vez no século VII.
A comida em Lassa pode também ser vista como parte da cultura. Geralmente, os tibetanos vivem de carne de cordeiro e carne bovina. Especialmente para os pastores, que secam a carne antes da chegada do inverno para que haja suprimento para os meses frios. O vinho é indispensável para os tibetanos, que é fermentado com Qingke, um tipo de cultura que cresce no Planalto de Qingzang.

### Locais de interesse
- Palácio de Potala
- Barkhor
- Tromzikhang
- Templo de Jokhang
- Norbulingka
- Lingkhor
- Mosteiro Muru Nyingba
- Chokpuri
- Estrada Norte Linkor
- Universidade do Tibete
- Fábrica de Tapete de Lassa
- Hotel de Lassa
- Estação Ferroviária de Lassa
- Estação Ferroviária Ocidental de Lassa

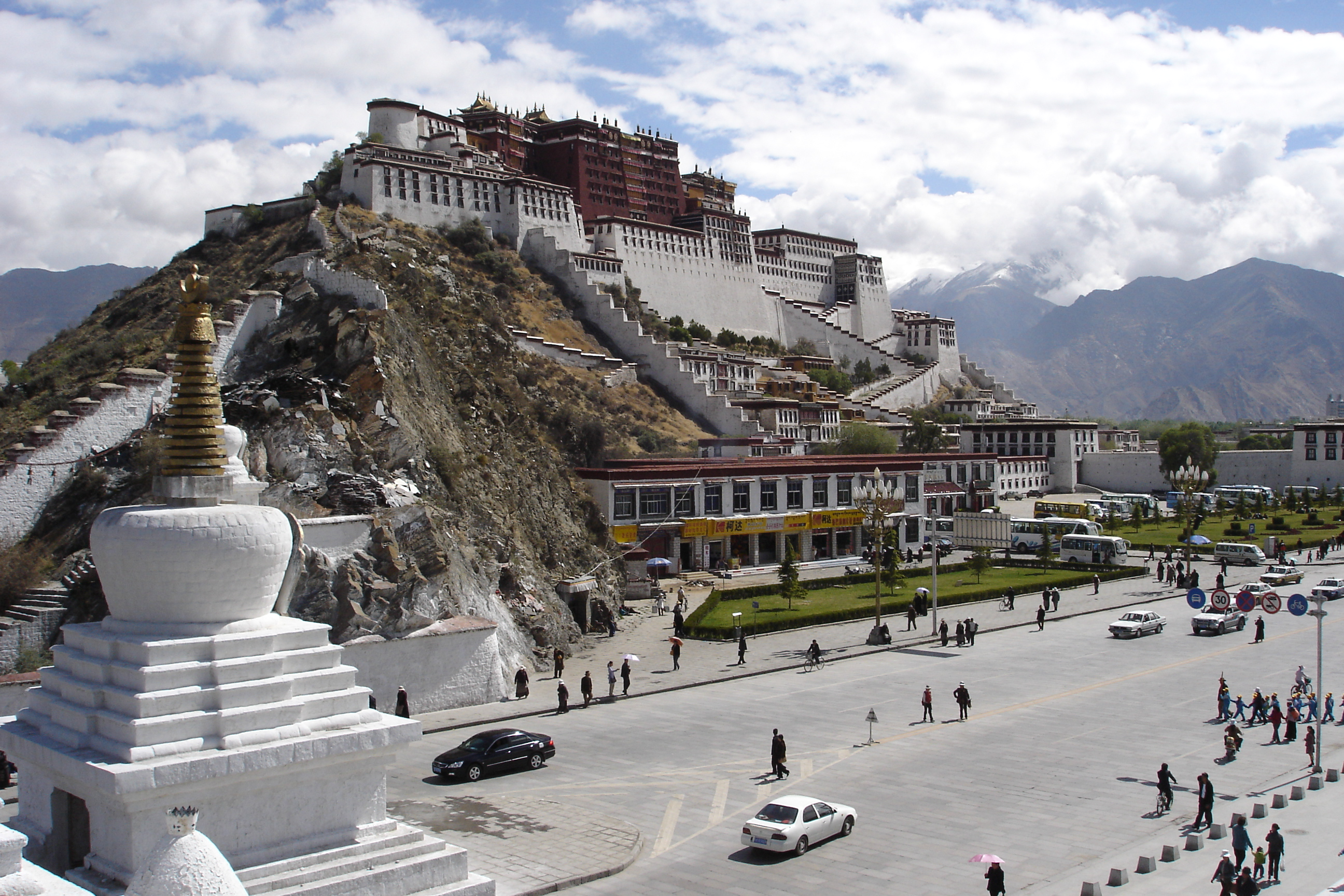
Palácio de Potala.

- Estrada Pequim Central

## Turismo

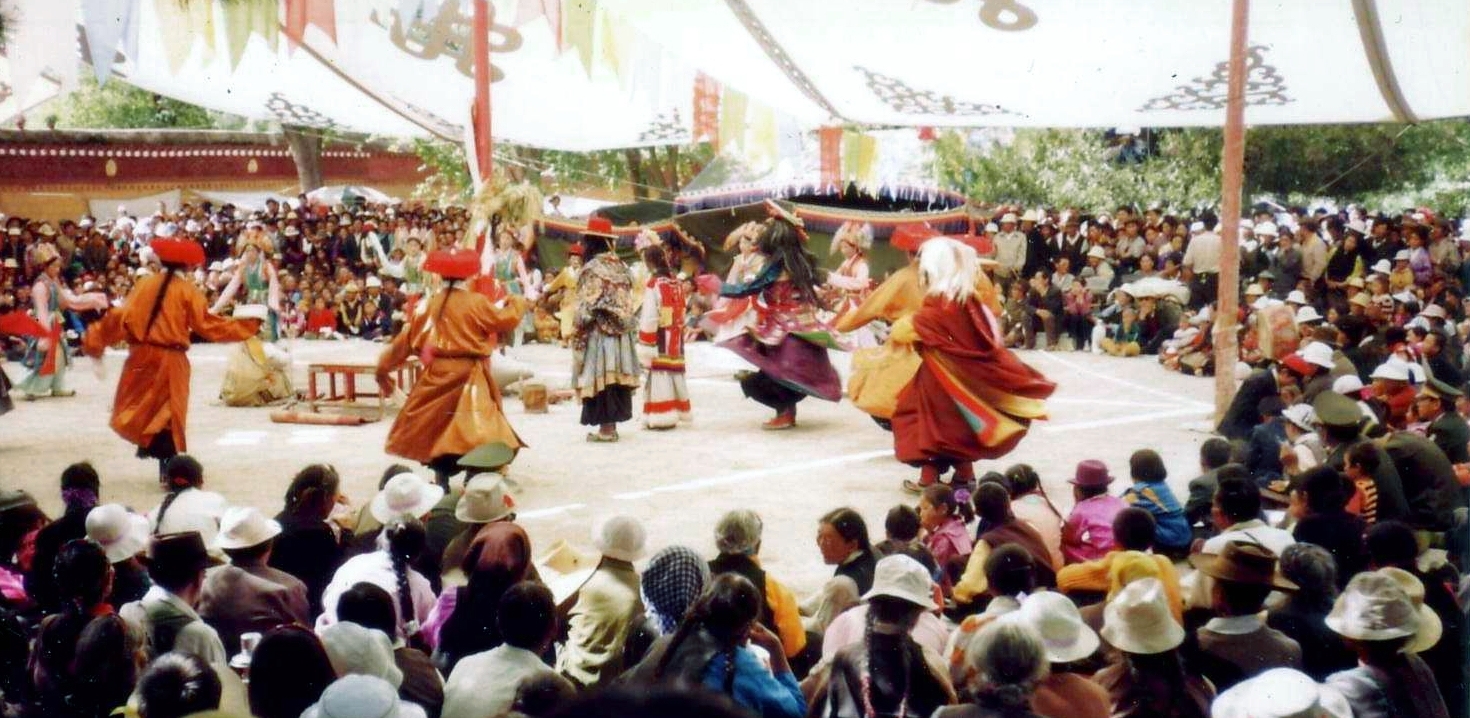
Festival Sho Dun (Shotun)

De acordo com autoridades da região, 1,1 milhão de pessoas visitaram o Tibete em 2004. As autoridades chinesas tem um plano ambicioso de crescimento do turismo na região com o objectivo de 10 milhões de visitantes em 2020, estes visitantes são esperados para a maioria étnica chinesa. Os defensores de uma maior autonomia do Tibete estão preocupados que o aumento do turismo vai levar a uma erosão da cultura indígena do Tibete, em particular, esses defensores afirmaram que a renovação em torno de locais históricos, como o Palácio de Potala, um Patrimônio Mundial da UNESCO, são criações como a Disneylândia do local sagrado.

## Cidades-irmãs
- Estados Unidos - Boulder - desde 10 de janeiro de 1987;[26]
- Bolívia - Potosí - desde junho de 1995;[26]
- Rússia, Calmúquia - Elista - desde 27 de outubro de 2004;[26]
- Israel - Bete-Semes - desde junho de 2007.[26]